# Svatý Jan pod Skalou
Svatý Jan pod Skalou è un comune della Repubblica Ceca facente parte del distretto di Beroun, in Boemia Centrale.